# Birma op de Olympische Zomerspelen 1972
Birma, tegenwoordig Myanmar genoemd, nam deel aan de Olympische Zomerspelen 1972 in München, West-Duitsland. Net als tijdens alle eerdere deelnames werd geen medaille gewonnen.

## Deelnemers en resultaten
(m) = mannen, (v) = vrouwen 

### Atletiek
| Olympiër       | Discipline   | Resultaat | Prestatie               |
| -------------- | ------------ | --------- | ----------------------- |
| Jimmy Crampton | 800m (m)     | 53e       | serie 7: 6de in 1.54,2  |
| Jimmy Crampton | 1500m (m)    | 63e       | serie 7: 10de in 4.06,9 |
| Hla Thein      | marathon (m) | 57e       | 2:48.53                 |

### Boksen
| Olympiër     | Discipline | Resultaat | Prestatie                                                   |
| ------------ | ---------- | --------- | ----------------------------------------------------------- |
| Dawla Vanlal | -51kg (m)  | 17e       | 1ste ronde: vrij 2de ronde: V van URS Zoriktuyev: knock-out |

### Gewichtheffen
| Olympiër | Discipline | Resultaat | Prestatie                                                                             |
| -------- | ---------- | --------- | ------------------------------------------------------------------------------------- |
| Gyi Aung | -52kg (m)  | 5e        | duwen: 11de met 95kg trekken: 1ste met 105kg (WR) stoten: 7de met 120kg totaal: 320kg |

### Voetbal
| Olympiër | Discipline | Resultaat | Prestatie                                                               |
| --- | ---------- | --------- | ----------------------------------------------------------------------- |
| Maung Aye Htay Hla Maung Lay Khin Maung Tun Khin Maung Maung Maung Tin Maung Kyu Myint Win Nyunt Myo Aye San Win Sein Win Lay Sein Myint Soe Soe Than Aung Tin Aung Moe Tin Sein Tin Maung Win Nyunt Ye | mannen     | 9e        | groep B: 3de V van Sovjet-Unie: 0-1 V van Mexico: 0-1 W van Soedan: 2-0 |

| Groep A |             |             |             |             |             |            |            |            |        |
| #       | Land        | Wedstrijden | Wedstrijden | Wedstrijden | Wedstrijden | Doelpunten | Doelpunten | Doelpunten | Punten |
| #       | Land        | G           | W           | G           | V           | V          | T          | Saldo      | Punten |
| 1       | Sovjet-Unie | 3           | 3           | 0           | 0           | 7          | 2          | +5         | 6      |
| 2       | Mexico      | 3           | 2           | 0           | 1           | 3          | 4          | -1         | 4      |
| 3       | Birma       | 3           | 1           | 0           | 2           | 2          | 2          | -0         | 2      |
| 4       | Soedan      | 3           | 0           | 0           | 2           | 1          | 5          | –4         | 0      |

| Ronde       | Datum      | Plaats      | Land | Score  | Land |
| ----------- | ---------- | ----------- | ---- | ------ | ---- |
| Groepsfase  |            |             |      |        |      |
| 28 augustus | Regensburg | Sovjet-Unie | 1-0  | Birma  |      |
| 30 augustus | Neurenberg | Mexico      | 1-0  | Birma  |      |
| 1 september | Passau     | Birma       | 2-0  | Soedan |      |

Afghanistan · Albanië · Algerije · Amerikaanse Maagdeneilanden · Argentinië · Australië · Bahama's · Barbados · België · Bermuda · Birma · Bolivia · Bondsrepubliek Duitsland · Brazilië · Brits-Honduras · Bulgarije · Canada · Ceylon · Chili · Colombia · Congo-Brazzaville · Costa Rica · Cuba · Dahomey · Denemarken · Dominicaanse Republiek · Duitse Democratische Republiek · Ecuador · Egypte · El Salvador · Ethiopië · Fiji · Filipijnen · Finland · Frankrijk · Gabon · Ghana · Griekenland · Groot-Brittannië · Guatemala · Guyana · Haïti · Hongarije · Hongkong · Ierland · IJsland · India · Indonesië · Iran · Israël · Italië · Ivoorkust · Jamaica · Japan · Joegoslavië · Kameroen · Kenia · Khmerrepubliek · Koeweit · Lesotho · Libanon · Liberia · Liechtenstein · Luxemburg · Madagaskar · Malawi · Maleisië · Mali · Malta · Marokko · Mexico · Monaco · Mongolië · Nederland · Nederlandse Antillen · Nepal · Nicaragua · Nieuw-Zeeland · Niger · Nigeria · Noord-Korea · Noorwegen · Oeganda · Oostenrijk · Opper-Volta · Pakistan · Panama · Paraguay · Peru · Polen · Portugal · Puerto Rico · Roemenië · San Marino · Saoedi-Arabië · Senegal · Singapore · Soedan · Somalië · Sovjet-Unie · Spanje · Suriname · Swaziland · Syrië · Taiwan · Tanzania · Thailand · Togo · Trinidad en Tobago · Tsjaad · Tsjecho-Slowakije · Tunesië · Turkije · Uruguay · Venezuela · Verenigde Staten · Vietnam · Zambia · Zuid-Korea · Zweden · Zwitserland